# Эллингсон, Линдсей
Линдсей Мэри Эллингсон (англ. Lindsay Marie Ellingson; род. 19 ноября 1984, Сан-Диего) — американская модель, наиболее известна как одна из ангелов Victoria's Secret.

## Карьера
В модельном бизнесе с 2005 года. В различное время принимала участие в показах: Badgley Mischka, Balenciaga, Basso & Brooke, Behnaz Sarafpour, Blumarine, Bottega Veneta, Brioni, Chado Ralph Rucci, Chanel, Christian Dior, Christian Lacroix, Dolce & Gabbana, Elie Saab, Erdem, Ermanno Scervino, Gaetano Navarra, Gianfranco Ferre, Givenchy, Gucci, House of Holland, Jens Laugesen, John Galliano, Karl Lagerfeld, Kenzo, Louise Goldin, Massimo Rebecchi, Мэтью Уильямсона, Michael Kors, Miss Sixty, Miu Miu, Nicole Farhi, Nina Ricci, Noir, Oscar de la Renta, Paul Smith, Peter Jensen, Tommy Hilfiger, Unique, Valentino и других брендов.
Снималась в рекламных кампаниях для Moschino, DKNY, MAC, Dolce & Gabbana, Charles David, H&M и Tommy Hilfiger.
Снималась для обложек журналов: Vogue, Marie Claire, Elle, GQ и других изданий.
Принимала участие в Victoria’s Secret Fashion Show 2007, 2008, 2009, 2010, 2011, 2012, 2013 и 2014 годов.

## Личная жизнь
С 12 июля 2014 года Эллингсон замужем за продавцом медицинского оборудования и бывшим футболистом Шоном Клейтоном, с которым она встречалась семь лет до их свадьбы. У супругов есть два сына — Картер Джон Клейтон (род. 15 мая 2020) и Роэн Аллен Клейтон (род. 11 декабря 2021).